# Euacidalia angusta
Euacidalia angusta är en fjärilsart som beskrevs av W. Warren 1906. Euacidalia angusta ingår i släktet Euacidalia och familjen mätare. Inga underarter finns listade i Catalogue of Life.